# Tirol
Tirol (italienisch Tirolo) ist eine Region in den Ostalpen im Westen Österreichs und Norden Italiens. Seit dem Jahr 2011 besitzt das historische Gebiet mit der Europaregion Tirol–Südtirol–Trentino eine eigene Rechtspersönlichkeit in Form eines Europäischen Verbundes für territoriale Zusammenarbeit.
Das Gebiet stand einst als Grafschaft Tirol lange Zeit unter einer gemeinsamen Herrschaft. Nach dem Ersten Weltkrieg und dem Zusammenbruch der Habsburgermonarchie Österreich-Ungarn war auch Tirol betroffen und wurde im Jahre 1919 durch den Vertrag von St-Germain geteilt:
1. Nordtirol und Osttirol (das heutige Bundesland Tirol) verblieben bzw. gehörten fortan zur neuen Republik Österreich.
2. Südtirol und Welschtirol, die bis auf wenige abgetrennte Gemeinden die heutige Autonome Region Trentino-Südtirol bilden, wurden im November 1918 militärisch besetzt und kamen 1919/20 auch formal zum Königreich Italien.

## Geografie

Wildspitze im Ötztal, höchster Berg Nordtirols

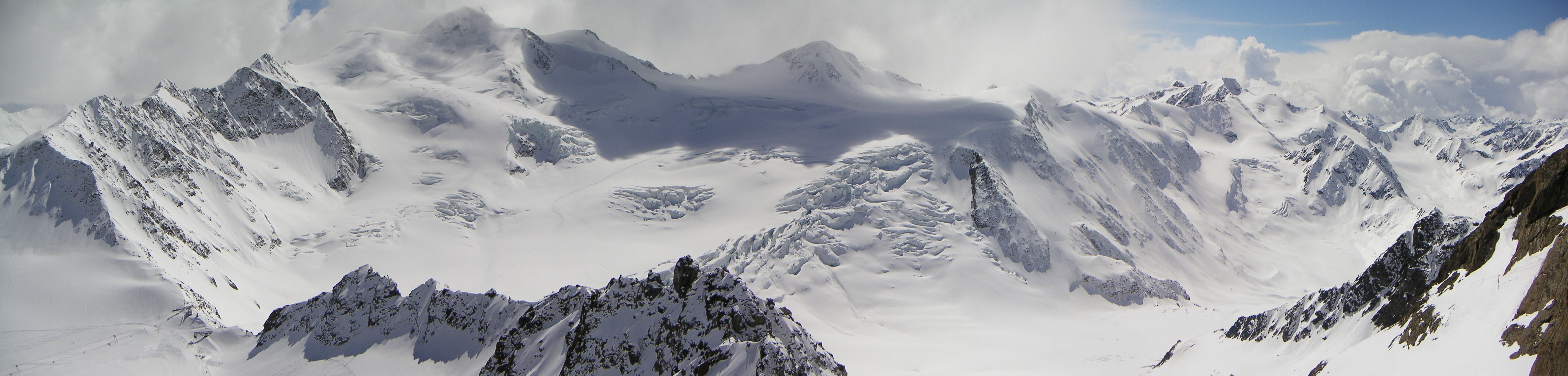
Wildspitze im Winter

Landschaftlich ist Tirol durch die Alpen geprägt.
Tirols höchste Berge sind:
- der Ortler (3905 m s.l.m.)
- die Königspitze (3851 m s.l.m.)
- der Großglockner (3798 m ü. A.)
- der Monte Cevedale (3769 m s.l.m.)
- die Wildspitze (3768 m ü. A.)

Die Entwässerung erfolgt in Nord- und Osttirol über Inn, Drau und Lech, die alle in die Donau münden. Südtirol und Trentino werden hauptsächlich von der Etsch und ihren Nebenflüssen entwässert. Die Teilung des Landes erfolgte fast genau an der Wasserscheide.
Die Region Tirol grenzt im Norden an Bayern, im Westen an Vorarlberg und den Kanton Graubünden, im Südwesten an die Lombardei, im Süden und Südosten an Venetien und im Osten an Salzburg und Kärnten.

### Ballungsgebiete

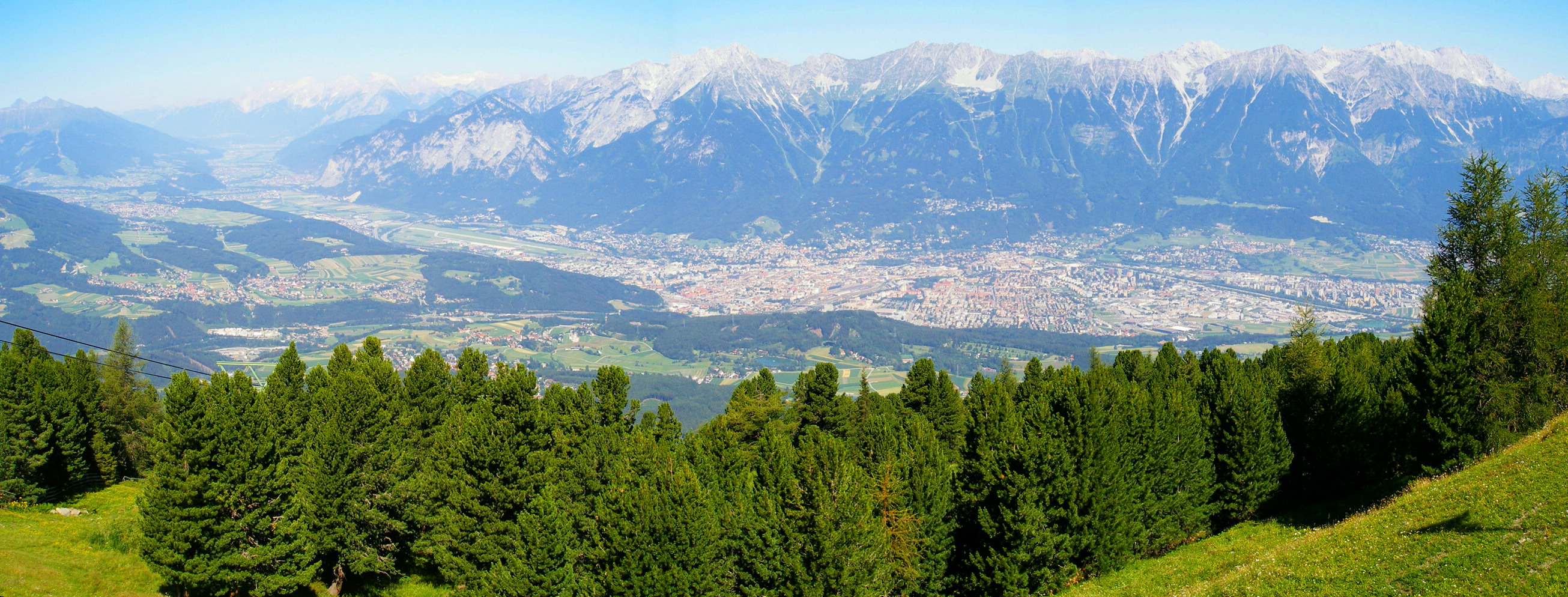
Innsbruck

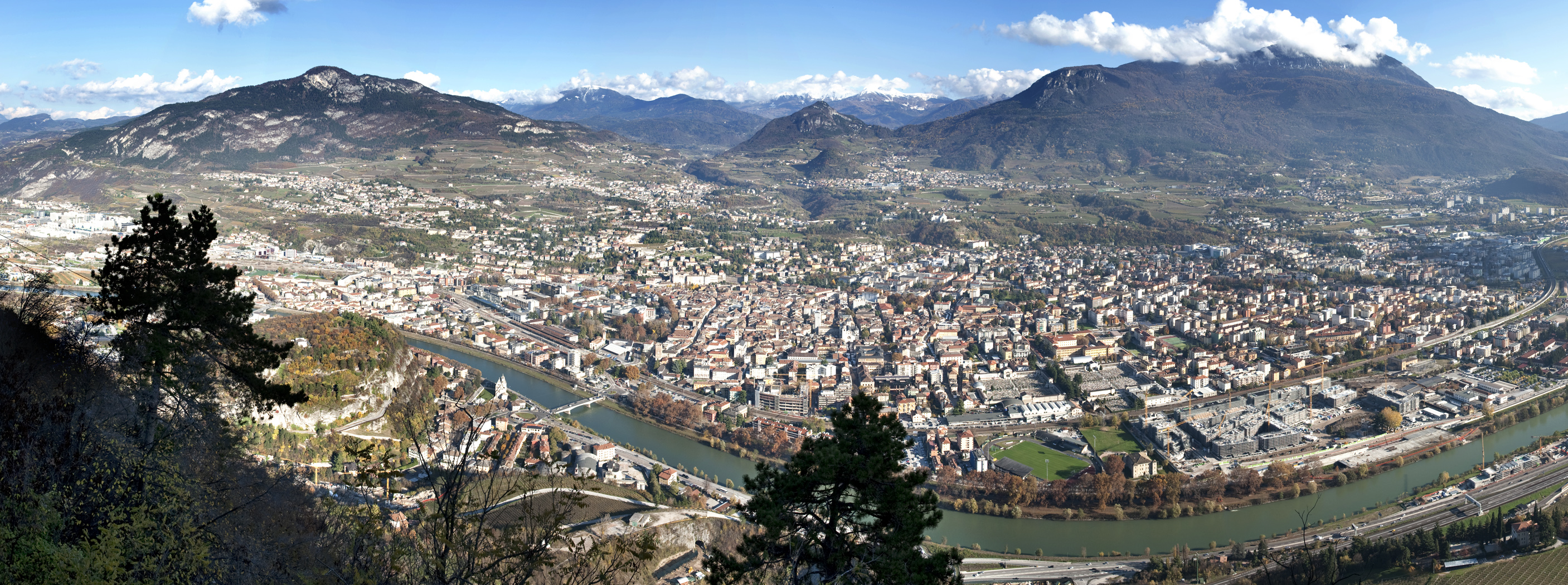
Trient

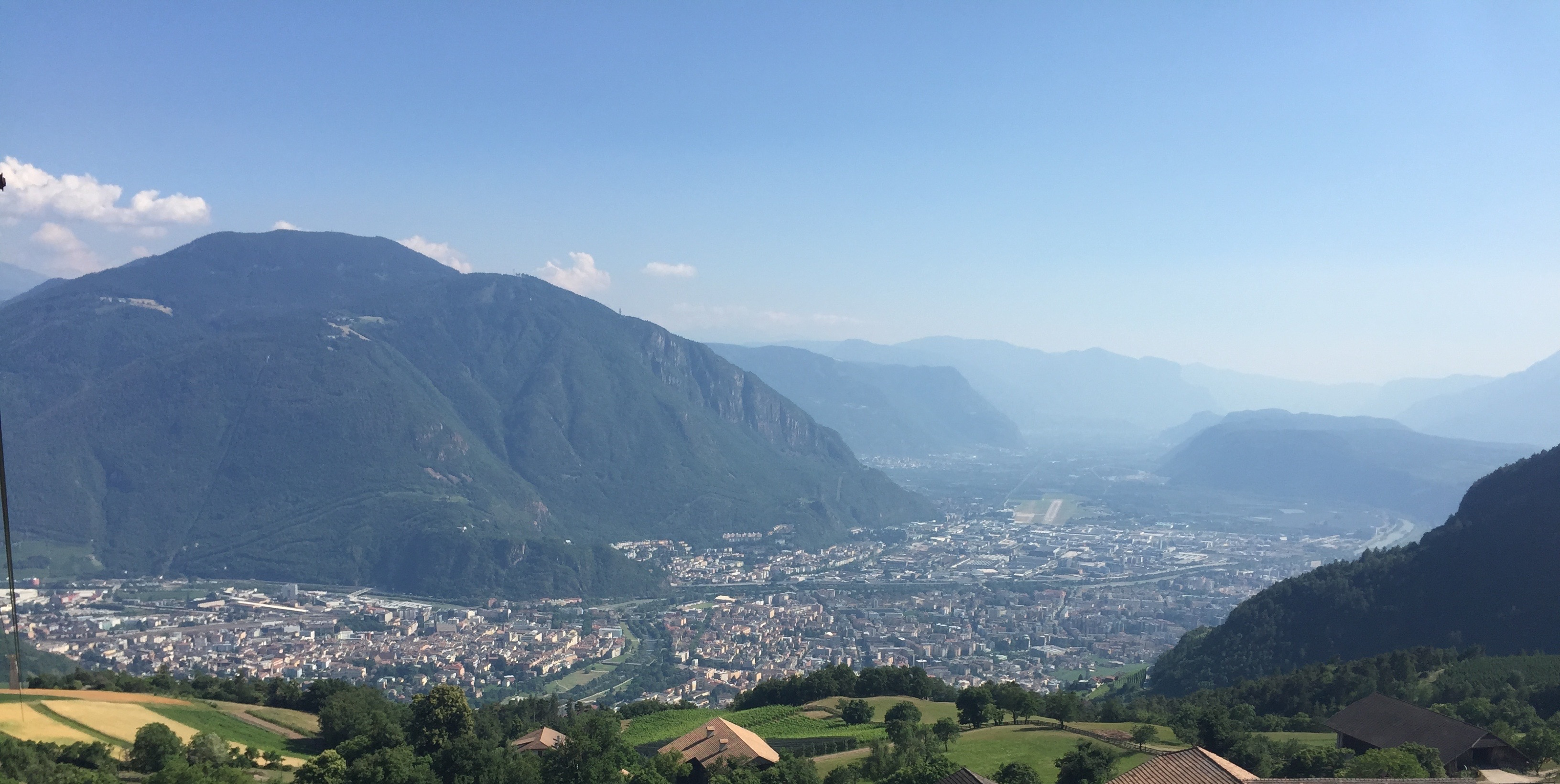
Bozen

| Rang | Gemeinde          | in        | Einw.   |
| ---- | ----------------- | --------- | ------- |
| 01   | Innsbruck         | Nordtirol | 132.499 |
| 02   | Trient            | Trentino  | 118.504 |
| 03   | Bozen             | Südtirol  | 106.357 |
| 04   | Meran             | Südtirol  | 041.404 |
| 05   | Rovereto          | Trentino  | 040.077 |
| 06   | Brixen            | Südtirol  | 023.002 |
| 07   | Pergine Valsugana | Trentino  | 021.672 |
| 08   | Kufstein          | Nordtirol | 020.212 |
| 09   | Leifers           | Südtirol  | 018.468 |
| 10   | Riva del Garda    | Trentino  | 017.857 |
| 11   | Arco              | Trentino  | 017.754 |
| 12   | Bruneck           | Südtirol  | 017.124 |
| 13   | Telfs             | Nordtirol | 016.439 |
| 14   | Eppan             | Südtirol  | 015.002 |
| 15   | Hall in Tirol     | Nordtirol | 014.698 |
| 16   | Schwaz            | Nordtirol | 014.480 |
| 17   | Wörgl             | Nordtirol | 014.412 |
| 18   | Lana              | Südtirol  | 012.595 |
| 19   | Lienz             | Osttirol  | 012.107 |
| 20   | Imst              | Nordtirol | 011.183 |

Stand Österreich: 1. Jänner 2025
Stand Italien: 31. Dezember 2023

### Flächen und Einwohnerzahlen
| Landesteil   | Fläche in km² | Einwohner  |
| ------------ | ------------- | ---------- |
| Nordtirol    | 10.627,84     | 728.649    |
| Osttirol     | 02.020,12     | 049.011    |
| Südtirol     | 07.400,43     | 537.533    |
| Trentino     | 06.206,90     | 545.169    |
| Europaregion | 26.255,29     | 1.860.3620 |

Einwohner-Stand Österreich: 1. Jänner 2025
Einwohner-Stand Italien: 31. Dezember 2023

## Wappen
Das Wappentier Tirols ist der Tiroler Adler: Im silbernen Schild der goldene gekrönte und bewehrte rote Adler mit goldenen Flügelspangen.

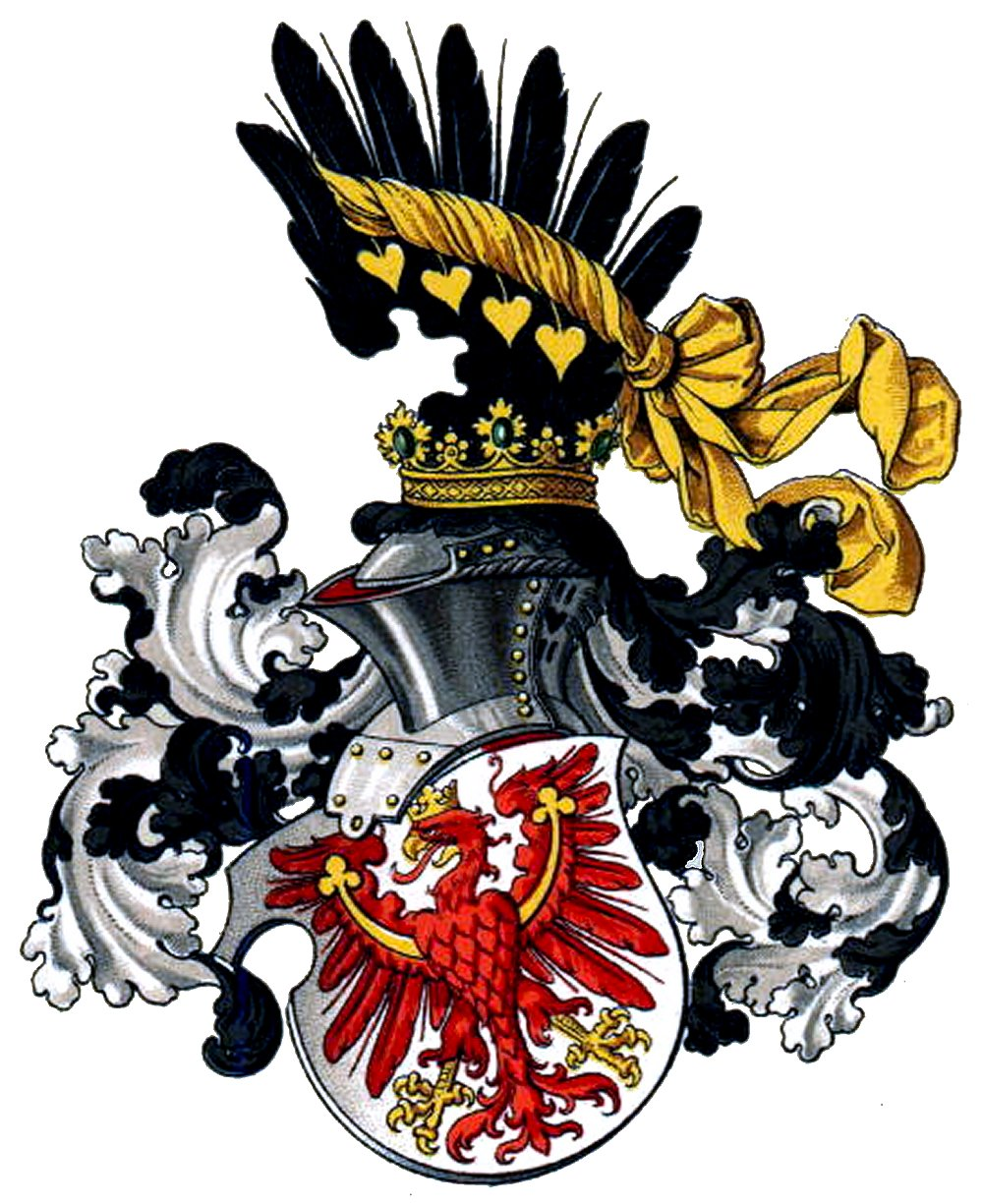
Wappen der Grafen von Tirol
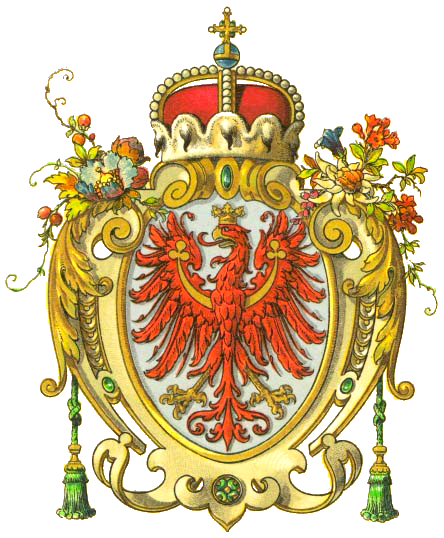
Wappen des erzherzöglich / kaiserlich österreichischen Kronlandes Gefürstete Grafschaft Tirol
Wappen des heutigen österreichischen Bundeslandes Tirol
Wappen der heutigen italienischen Autonomen Region Trentino-Südtirol
Wappen der heutigen italienischen Autonomen Provinz Bozen – Südtirol
Wappen der heutigen italienischen Autonomen Provinz Trient

## Etymologie
Der Name Tirol ist sicher vorrömischen Ursprungs und stammt möglicherweise von einem Geländenamen, der anschließend auf Schloss Tirol und Dorf Tirol sowie zuletzt das gesamte Herrschaftsgebiet der Grafen von Tirol überging. Von Interesse ist dabei, dass unter den frühesten Belegen aus dem 12. Jahrhundert auch Schreibungen mit der zweiten Silbe -al (etwa de Tirale) auftauchen, wodurch die parallel im selben Zeitraum einsetzenden Schreibungen auf -ol als Folge einer lautgesetzlichen Verdumpfung der eventuell als älter anzusetzenden Form auf -al interpretiert werden könnten. Die Etymologie wie auch die Ausgangssprache des Toponyms liegen im Dunkeln, es gibt aber eine Reihe von Hypothesen.
In älterer Literatur wurde gelegentlich ein direkter Zusammenhang mit dem römischen Kastellnamen Teriolis, aus dem sich Zirl entwickelte, vermutet, allerdings handelt es sich wohl weniger um eine Ableitung als um einen zufälligen lautlichen Anklang von zwei als unabhängig voneinander zu betrachtenden Ortsnamen, worauf bereits Karl Finsterwalder hinwies.

## Geschichte

### Frühgeschichte
Das Gebiet von Tirol ist mindestens seit etwa 100.000 Jahren besiedelt, wie Funde in der Tischofer Höhle bei Kufstein erweisen; sie stellen zugleich die einzigen Funde des Paläolithikums in Tirol dar. Aus der Epoche nach der letzten Eiszeit, dem Mesolithikum, haben sich im Gegensatz dazu zahlreiche Spuren finden lassen. Allerdings fanden sich in Tirol erst 1986 erste Belege, nämlich am Tuxer Joch (2338 m). Bis 2009 erhöhte sich die Zahl der nachgewiesenen Fundplätze aus dieser Zeit allein im österreichischen Tirol auf 114 (S. 60), wobei es sich allerdings fast ausschließlich um Oberflächenfunde handelte. Systematisch ergraben wurden nur sehr wenige Plätze. 1997 wurde in der Nähe der Dortmunder Hütte ein Silexartefakt entdeckt. Von 1995 bis 2004 erfolgten Grabungen am Ullafelsen bei Sellrain. Das dortige Jägerlager ließ sich auf die Zeit zwischen 9200 und 7500 v. Chr. datieren. Weitere Grabungen erfolgten auf der Krimpenbachalm (Gemeinde Oberperfuss) sowie im Sulztal (Gemeinde Längenfeld). Im Längental ließ sich ebenfalls ein in zwei Phasen genutztes Jägerlager nachweisen, datiert auf etwa 7000 und 6500 v. Chr. Der Fundplatz Alm I wurde ins Beuronien datiert, und damit in die Zeit zwischen 9000 und 6500 v. Chr. Er erbrachte mehr als 3000 Artefakte, meist aus dem späten 8. Jahrtausend. Davon waren 2497 aus Gangquarz, 547 aus Silex und 35 aus Bergkristall. Ebenfalls aus dem Mesolithikum fanden sich Artefakte auf der Seiser Alm und an weiteren Plätzen im Süden.
Die ersten Siedler lebten als Jäger und Sammler, bis sich um etwa 5500 v. Chr. der Ackerbau durchsetzte. Von dieser Zeit zeugen der Fund der Gletschermumie Ötzi und mehrere Ausgrabungen in allen Teilen Tirols.
Tirol verfügte schon früh über eine Bergbaukultur. Die älteste Verhüttung wurde in der Nähe von Brixlegg gefunden und stammt aus dem frühen 4. Jahrtausend v. Chr. In den folgenden Jahrtausenden wurden weitere Abbaustellen vor allem für Kupfer errichtet. Der Kupferabbau führte zu einem blühenden Handel, was vor allem die reichen Grabbeigaben in der Urnenfelderzeit, z. B. aus dem Gräberfeld Volders (ca. 1400–900 v. Chr.) beweisen. Das damalige Handelsnetz reichte von der Nordsee bis zum Mittelmeer.
Die Zeit ab ca. 450 v. Chr. bis zur römischen Invasion wird als La-Tène-Zeit bezeichnet. In dieser Zeit siedelten in den Tiroler Alpen Völker, die in den umliegenden Gebieten oft von Kelten verdrängt worden sind. Diese Völker, die zwischen dem Comer See (lat. Larius, ital. Lario) und Kärnten lebten, wurden von den Römern als Räter bezeichnet, wie die Breonen (in der Inschrift des Tropaeum Alpium von 6/7 v. Chr. als Breuni erwähnt, wohl im Inntal), Genaunen (Unterinntal), Isarken (am Eisack), Venosten (im Vinschgau). Die Kultur bezeichnen Historiker nach den beiden wichtigsten Fundorten als die Fritzens-Sanzeno-Kultur. Sie verfügte über Weinfässer, die später von den Römern übernommen wurden, und über ein eigenes Alphabet.
Daneben finden sich auch keltische Bergvölker, wie die Taurisker (Salzach-, Zillertal, davon wohl Tauern) und Saevaten (Pustertal), und später von den Slawen aus dem ehemaligen Norikum verdrängte westwärts ziehende Stämme, sowie Stämme unklarer Zuordnung wie die Fokunaten (wohl Unterinntal).
Im Süden finden sich aber die nördlichsten Siedlungsgebiete der Veneter. Die Siedlungsgebiete dieser Stämme lassen sich auch über die Tiroler Ortsnamen nachzeichnen, die nicht selten auf vorrömische Ausgangswörter zurückgehen.

### Römerzeit

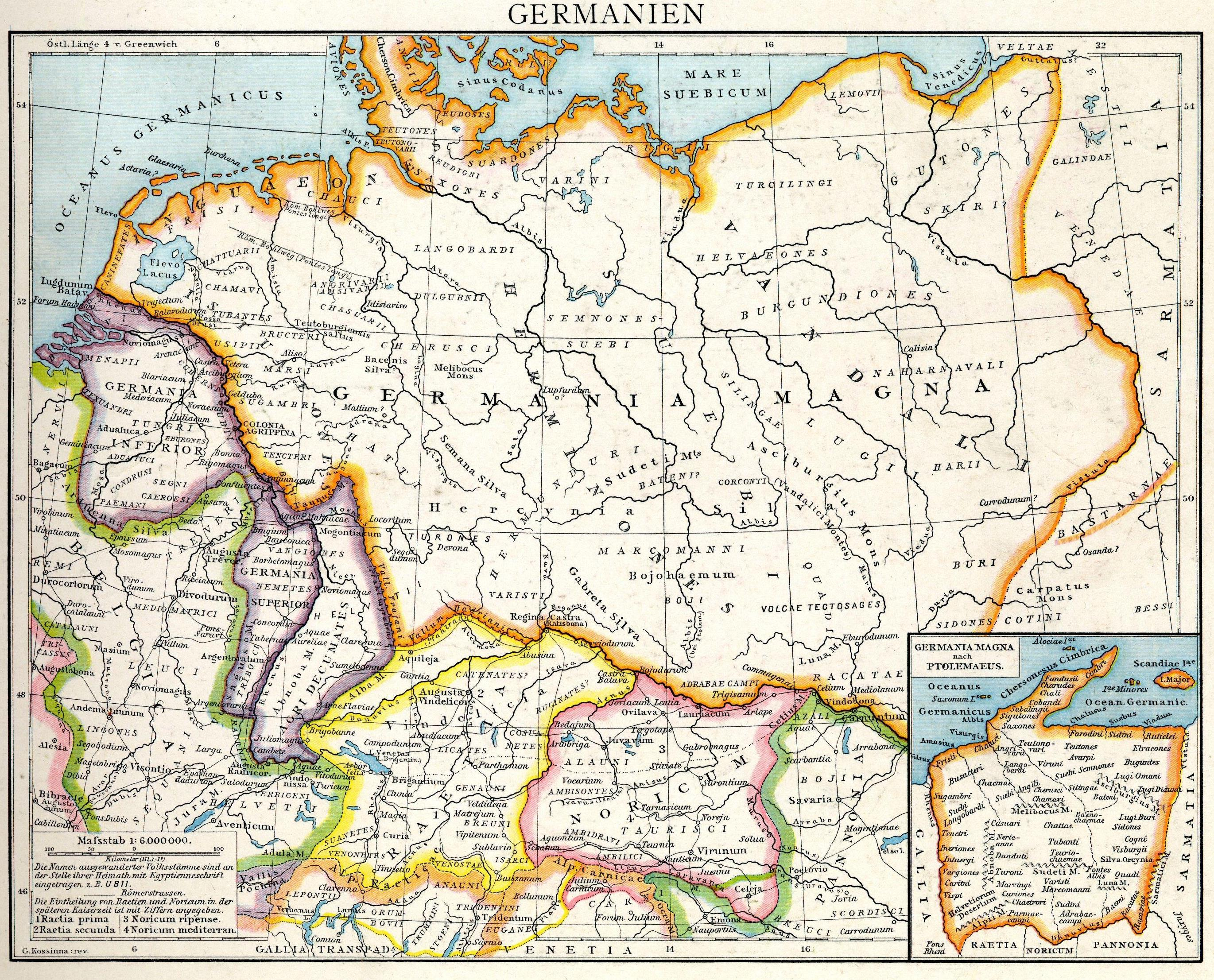
Germanien zur Römerzeit, südlich anschließend Raetien und Noricum.
Droysen: Historischer Handatlas, 1886

Im Jahr 15 v. Chr. wurde das Gebiet von den Römischen Feldherren Drusus und Tiberius erobert und auf die römischen Provinzen Rätien (Vinschgau, Burggrafenamt, Eisacktal, Wipptal, Oberinntal und Teile des Unterinntals) und Noricum (Pustertal, Defereggen und Teile des Unterlandes rechts des Zillers und des Inns) aufgeteilt. Bozen und der äußerste Süden des Landes gehörten zur Provinz Venetia et Histria.
In dieser Zeit übernahmen die in Tirol lebenden rätischen Stämme das Vulgärlatein und verbanden es mit ihrer eigenen Sprache. Daraus wurde dann das noch heute gesprochene Ladinisch.
Tirol profitierte zu dieser Zeit vor allem durch den römischen Fernhandel, der durch die Errichtung von befestigten Straßen wie der Via Claudia Augusta und Via Raetia begünstigt wurde. Als Siedlungsgebiet war Tirol für die Römer aber nicht attraktiv, was die wenigen Städte beweisen. Die bekannteste römische Stadt auf Tiroler Gebiet war in Noricum die Stadt Aguntum, die sich in der Nähe von Lienz befand.
In der Spätantike (ab 476 n. Chr.) gehörte Tirol zum Reich der Ostgoten. 534 überließen diese den Vinschgau mit Meran bis zur Passer den westgermanischen Franken. Nach dem Zusammenbruch des Ostgotenreichs (550/553) erfolgte von Norden her die Einwanderung der Bajuwaren (Baiern), während ab 568 die Langobarden weite Teile Italiens eroberten und von Süden heraufdrangen. Im heutigen Trentino, dem ehem. Welschtirol, errichteten sie das langobardische Herzogtum Trient, das bis Bozen reichte. Von Osten erfolgte ab dem Jahr 590/91 eine slawische Besiedelung, die wohl bis zur Eroberung Kärntens durch die Baiuwaren um das Jahr 740 an die Grenzen Osttirols herangereicht hat.

### Mittelalter
Bis 1363 gehörte der weitaus größte Teil Tirols zum Herzogtum Bayern. Die bayerisch-langobardische Grenze lag unmittelbar südwestlich von Bozen. Salurn und das Gebiet rechts der Etsch, darunter auch Eppan, und Kaltern bis zur Falschauer in Lana wurden langobardisch. Das Gebiet links der Etsch und das Fassatal wurden bayerisch. Die Christianisierung erfolgte durch die Bischöfe von Brixen und Trient. Der Grenzverlauf blieb auch während der Karolingerzeit und der Ottonenzeit unverändert, obwohl auch im langobardischen Teil bis Salurn die bajuwarische Besiedlung vordrang. Für diese Epoche, im Wesentlichen das 7. bis 9. Jahrhundert, ist für die jeweiligen Rechtsräume die Anwendung der sogenannten „Stammesrechte“ – bei den Kodifikationen handelt sich um die Lex Romana Curiensis, die Lex Alamannorum, die Lex Baiuvariorum und die Leges Langobardorum – urkundlich bezeugt.

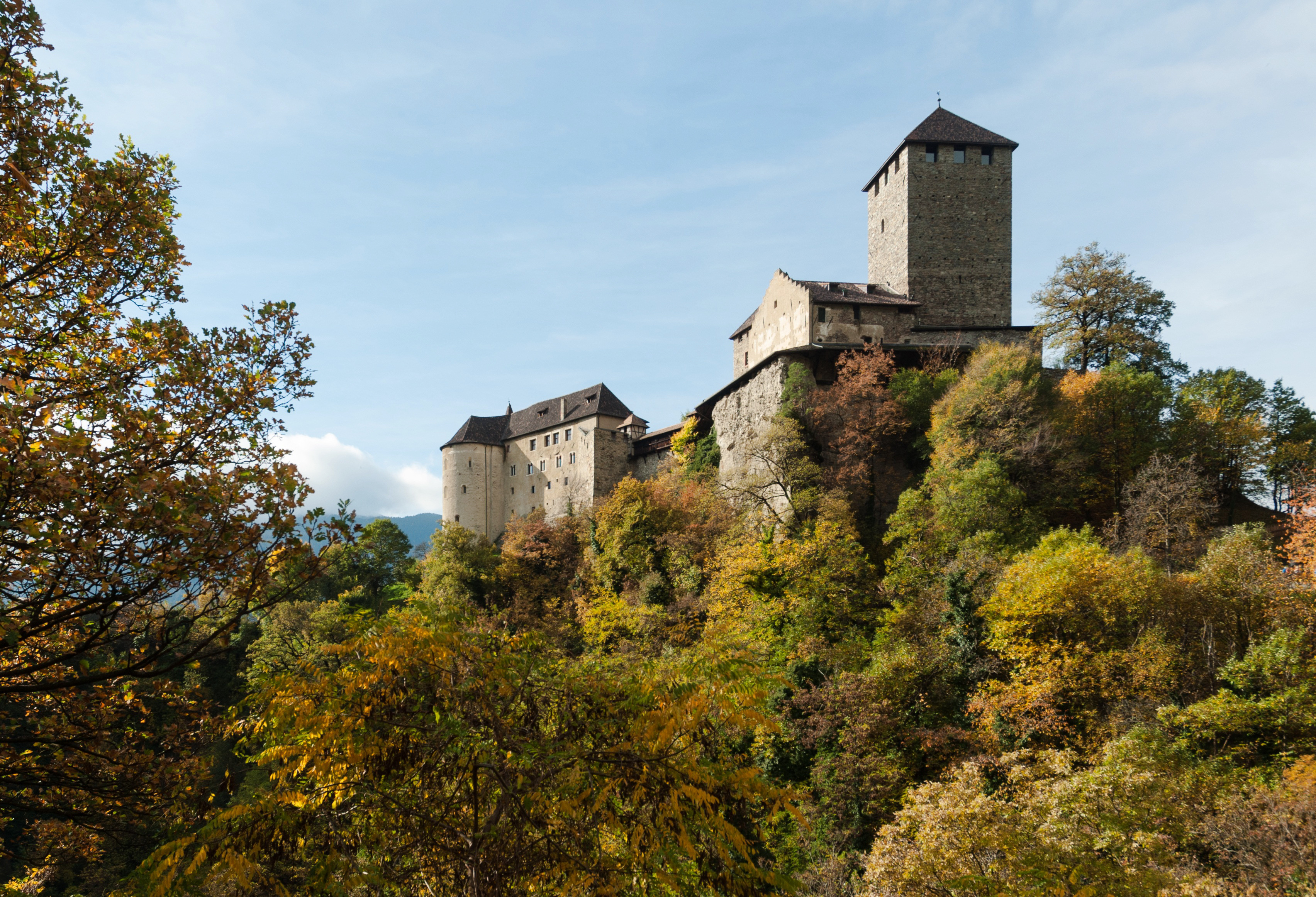
Schloss Tirol

1027 trennte Kaiser Konrad II. zur Sicherung der wichtigen Brennerroute das südlich angrenzende Bistum Trient vom italienischen Reichsteil (dem ehem. Königreich der Langobarden) ab und gliederte es dem deutschen Reichsteil ein. Dadurch kam auch das rechte Etschtal zwischen Lana und Deutschmetz (Mezzocorona) zum Herzogtum Bayern. Im Laufe des 12. Jahrhunderts gelang es den Grafen von Tirol, einem bayerischen Adelsgeschlecht, im südlichen Teil des Herzogtums ausgehend von Schloss Tirol bei Meran und dem Vinschgau mit der Grafschaft Tirol ein eigenes Territorium zu schaffen und im 13. Jahrhundert während der kaiserlosen Zeit anerkennen zu lassen.
Die Grafen von Tirol waren zunächst Vögte der Bischöfe von Brixen und Trient, erweiterten aber ihr Land bald auf Kosten der Bischöfe und konkurrierender Adelsfamilien (wie der Grafen von Eppan) und machten sich von ihnen wie auch vom bayerischen Herzog unabhängig (Absetzung Heinrichs des Löwen 1180). 1228 traten sie die Saalforste an die Wittelsbacher ab; diese Gebiete gehören auch heute noch (eigentumsrechtlich) zu Bayern. 1253 wurden sie von den Meinhardinern beerbt, nach dem Aussterben derer männlichen Linie 1335 kam das Land abwechselnd an die Luxemburger und an die Wittelsbacher. 1363 vermachte die Tochter des letzten Meinhardiners, Margarete Maultasch von Tirol, ihr Land im Einvernehmen mit den Landständen ihrem nächsten Verwandten, dem Habsburger Rudolf, dem Stifter. Im Frieden von Schärding erkannten 1369 auch die Wittelsbacher diese Entscheidung an.
Zum Zeitpunkt des Übergangs an die Habsburger war die Grafschaft Tirol ein geschlossenes Territorium mit etwa der heutigen Größe (Südtirol und Teile des Trentino eingeschlossen). Das Unterinntal unterhalb von Schwaz sowie das Sölllandl, das Leukental und die Untere Schranne gehörte allerdings weiterhin zu Bayern, das Zillertal und das Brixental zu Salzburg. Brixen und das Pustertal waren bischöfliche Territorien bzw. Teil der Grafschaft Görz. Dafür waren das Montafon und das Unterengadin tirolerisch.
Unter den Habsburgern hatte das Gebiet große strategische Bedeutung, da es nicht nur an vielen wichtigen Alpenpässen Anteil hatte, sondern auch eine Landbrücke in ihre alemannischen Besitzungen darstellte. 1406, im Zuge der habsburgischen Erbteilungen, wurde es wieder zu einer eigenen Herrschaft, in der die Landstände, zu denen in Tirol auch die Großbauern gehörten, bedeutende Mitspracherechte hatten. Friedrich IV. verlegte seine Residenz nach Innsbruck, das von da an Meran überflügelte.

### Neuzeit

Der Atlas Tyrolensis von Peter Anich und Blasius Hueber, 1774

1500 fielen mit dem Stammland der Görzer auch Lienz und das Pustertal an das Haus Habsburg und wurden mit Tirol vereinigt (strategische Landbrücke von Wien nach Mailand). Nachdem mit dem Verzicht Herzog Siegmunds 1490 das Land wieder an die Hauptlinie zurückgefallen war, wurde Innsbruck Residenz des römisch-deutschen Königs und späteren Kaisers Maximilian I. Mit dem Gewinn der Herrschaften Kufstein, Kitzbühel und Rattenberg von Bayern nach dem Landshuter Erbfolgekrieg wurde das Gebiet 1505 abgerundet. In den drei genannten Gerichtsbezirken galt aber bis in das 19. Jahrhundert weiterhin das Landrecht Ludwigs des Bayern, so dass diese innerhalb Tirols eine juristische Sonderstellung einnahmen. 
Die Reformation fand auch in Tirol ursprünglich zahlreiche Anhänger. Die Bergwerkstädte Hall und Schwaz mit den aus Sachsen und Thüringen stammenden Bergleuten waren Zentren der Reformation, wo auch Jacob Strauß das neue evangelische Bekenntnis nach Martin Luther lehrte. Vor allem Handwerker, Facharbeiter, Unternehmer und Teile des Adels interessierten sich für den neuen Glauben. Unter den Neugläubigen waren auch etliche radikal-reformatorische Täufer wie der aus dem Pustertal stammende Jakob Hutter, der 1528 die Bewegung der Hutterer gründete. Wegen starker Verfolgung waren sie zur Auswanderung zunächst nach Mähren und später Nordamerika gezwungen, wo im 21. Jahrhundert ihre Nachkommen teilweise noch einen tirolischen Dialekt pflegen.
Im Jahre 1525 geriet Tirol in den Sog der deutschen Bauernkriege. Der Aufstand in Tirol wurde von Michael Gaismair angeführt, allerdings nach zwei Monaten niedergeschlagen.
Danach rief Kaiser Ferdinand I. die Jesuiten ins Land, um im Zuge der Gegenreformation unter der Führung von Petrus Canisius eine Lateinschule zu errichten. Somit wurde 1562 das heutige Akademische Gymnasium gegründet, das das älteste Gymnasium Westösterreichs ist und aus dem 1669 die Universität Innsbruck hervorging.
In der Tiroler Landesordnung von 1532 wurden das Freistiftrecht verboten und generell die Erbleihe eingeführt.
1564 wurde Tirol mit Vorderösterreich an Ferdinand II., einem Sohn Ferdinands I. übergeben, der aber aufgrund seiner morganatischen Ehe mit Philippine Welser keine erbberechtigten Nachkommen hatte. Nach seinem Tod herrschten mehrere Statthalter aus habsburgischem Haus, von denen einer, Leopold V. von Habsburg, sich erneut zum Landesherren aufschwingen konnte. Diese Nebenlinie starb aber mit dessen jüngerem Sohn Sigismund Franz schon wieder aus.
Nachdem auch Tirol Anfang 1349 vom europaweit grassierenden „Schwarzen Tod“ erfasst worden war, kam es beim Ausgleich des Bevölkerungsverlustes zu einer regen Zuwanderung aus dem heutigen Slowenien. Erneut wütete die Pest im Jahre 1512 und forderte allein in der Stadt Innsbruck 700 Opfer, auch die Umgebung der Stadt war betroffen. Die letzte Pestepidemie traf Tirol in den Jahren 1611 bis 1612.
Im späten 16. und in der ersten Hälfte des 17. Jahrhunderts kam es zu den letzten Änderungen der Bevölkerungsstruktur bis 1919, die vor allem durch die Gegenreformation verursacht wurden. In dieser Zeit verstärkte sich der italienische Einfluss im Trentino, was zum einen durch die Besetzung der Pfarreien mit italienischen Priestern und zum anderen durch die Zuwanderungen aus der Poebene verursacht wurde. Durch diese Entwicklung entstand die noch heute bestehende deutsch/italienische Sprachgrenze, südlich derer nur die deutschen Sprachinseln der Zimbern verblieben. In der Region rund um den Reschenpass wurde die rätoromanische Sprache endgültig verdrängt, was durch die Feindschaft gegen die meist protestantischen Bewohner des Unterengadins begünstigt wurde.
Im Gegensatz zu anderen Gebieten des Römisch-Deutschen Reiches blieb Tirol vom Dreißigjährigen Krieg fast vollständig verschont; nur in den Gemeinden Leutasch und Seefeld kam es zu größeren Plünderungen.
1703 stießen im Spanischen Erbfolgekrieg die bayerischen Soldaten nach Tirol vor, um sich mit den verbündeten Franzosen dort zu vereinigen. Sie erlitten aber an der Pontlatzer Brücke bei Landeck und im Wipptal eine Niederlage und wurden aus dem Land getrieben. Die Tiroler verfolgten die flüchtenden Feinde bis nach Bayern, raubten, plünderten und steckten dort Klöster, Dörfer und Höfe in Brand.
Von den Gubernatoren der Habsburger regierte dann der Wittelsbacher Karl Philipp von der Pfalz, ein Onkel der Kaiser Joseph I. und Karl VI. 1706–1717 in Innsbruck und setzte Reformen durch.
1796/97 griffen die Franzosen zum ersten Mal Tirol an und besetzten einige Ortschaften, wurden jedoch von den Tiroler Schützen vertrieben.

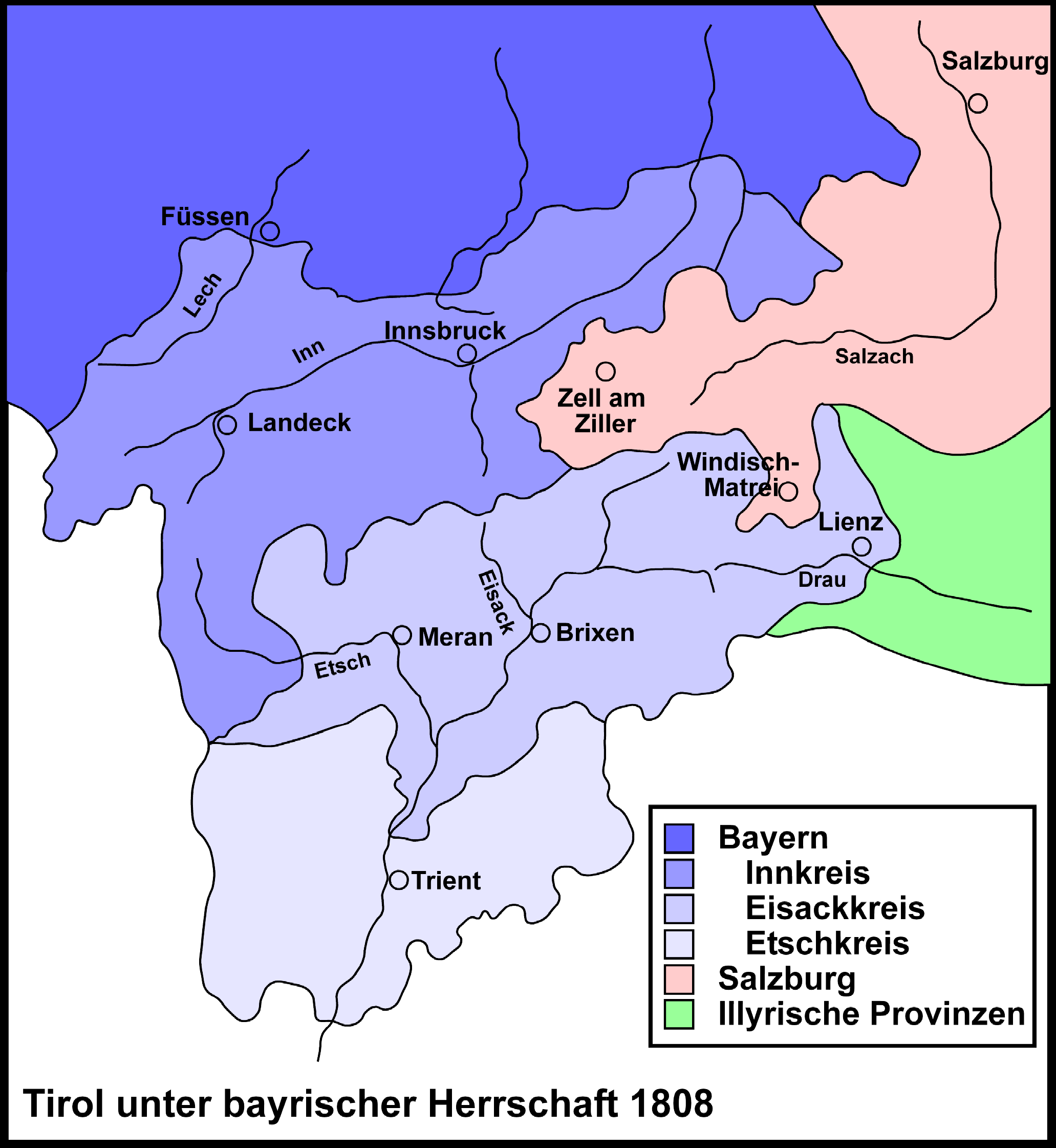
Tirol zur Zeit der bayrischen Herrschaft

Mit dem Reichsdeputationshauptschluss 1803 wurden die Bistümer Brixen und Trient offiziell dem Land angegliedert. Nach der Niederlage gegen Napoléon Bonaparte wurde Tirol im Frieden von Pressburg vom 26. Dezember 1805 an das Kurfürstentum Bayern abgetreten. Es entstanden der Innkreis (Hauptstadt Innsbruck), der Eisackkreis (Brixen und Bozen) und der Etschkreis (Trient).

### Tiroler Volksaufstand

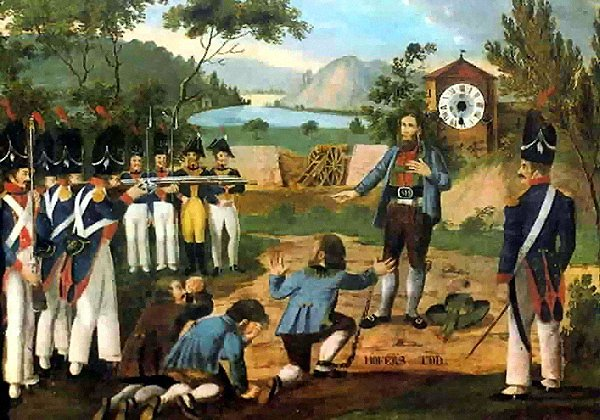
Die Erschießung von Andreas Hofer in Mantua am 20. Februar 1810

1809 entlud sich der Widerstand gegen die bayerische Politik unter dem Grafen Maximilian von Montgelas im Tiroler Volksaufstand, der von Andreas Hofer, Josef Speckbacher und Pater Joachim Haspinger angeführt wurde. Der Volksaufstand wurde auch vom konservativen Klerus unterstützt, aber vor allem vom österreichischen Hof in Wien zuerst aufgestachelt, dann aber im Stich gelassen.
Die entscheidende Niederlage erlitten die Österreicher und Tiroler bei Wörgl am 13. Mai. Es gab jedoch auch kleinere Erfolge der Tiroler wie im „Giggler Tobl“, wo die Frauen und Kinder des Paznauns mit Steinlawinen und anderen primitiven Waffen die Bayerische Armee aus ihrem Tal hielten. Infolge der Niederlage kamen die südlichen Teile des Landes (Teile des Eisackkreises und gesamter Etschkreis) 1810 vorübergehend an das Königreich Italien und an die Illyrischen Provinzen Frankreichs. Am 3. Juni 1814 wurde das Land wieder vereinigt und kam zurück an den Habsburger Vielvölkerstaat Österreich. Die seit alters Salzburger Talschaften Zillertal und Brixental fielen mit Salzburg 1805 an Österreich und 1810 an Bayern. Erst durch den Vertrag von München kamen die beiden Täler 1816 (innerhalb Österreichs) an Tirol.

### Selbständigkeit von Vorarlberg
Noch bis in die Spätzeiten des Kaisertums Österreich hieß das Territorium Gefürstete Grafschaft Tirol mit dem Lande Vorarlberg
(gefürstet 1493 von König Maximilian)
und umfasste die Territorien am Rhein, die teils schon immer von Innsbruck aus verwaltet wurden, teils auch die von Vorderösterreich, welche nach dem Wiener Kongress 1815 noch übrig geblieben waren.
Am 6. April 1861 erhielt Vorarlberg, wie alle Kronländer, auf Grund des Februarpatents von Kaiser Franz Joseph I. wieder einen eigenen Landtag, der vom Kaiser zu genehmigende Gesetze beschloss. Das Land blieb aber, was die Vertretung des Kaisers und der k.k. Regierung in Wien betraf, weiterhin im Amtsbereich des Statthalters in Innsbruck.
Das bis 1918 für beide Kronländer in Innsbruck publizierte Gesetz- und Verordnungsblatt für die gefürstete Grafschaft Tirol und das Land Vorarlberg
enthielt auch die nur Vorarlberg betreffenden Rechtsvorschriften; sie wurden im Unterschied zu den Tiroler oder den in beiden Ländern geltenden Rechtstexten nicht auch auf Italienisch abgedruckt.
Die Vorarlberger Versuche von 1907 und 1913, eine von Innsbruck gänzlich unabhängige Verwaltung zu erhalten, blieben damit aber in der Monarchie erfolglos.
Tirol verblieb als Gefürstete Grafschaft Tirol bis zum Ende Österreich-Ungarns 1918 bei Österreich.

### Teilung in Nord und Süd
Während des Ersten Weltkrieges verlief die Gebirgsfront von 1915 bis 1918 an der südlichen Grenze Tirols. 1919, im Friedensvertrag von St.-Germain, kam das Gebiet südlich des Brenners an Italien. Italien hatte ungeachtet der viel weiter südlich verlaufenden deutsch-italienischen Sprachgrenze die Wasserscheide zwischen Mittelmeer und Schwarzem Meer als seine Nordgrenze beansprucht, die anderen Alliierten hatten diesem Punkt zugestimmt, nicht zuletzt, um das politisch instabile Italien an sich zu binden (siehe Londoner Geheimverträge). Selbst die Teilung an der Wasserscheide wurde nicht eingehalten, da drei Gemeinden des östlichen Pustertals, Toblach, Innichen und Sexten, deren Bäche zum Teil in die Drau münden, zu Italien kamen.
Durch die Machtergreifung der Faschisten in Italien, der Nationalsozialisten in Deutschland und den „Anschluss“ Österreichs an das Deutsche Reich vertieften sich die Gräben zwischen Nord- und Südtirol weiter. Im Abkommen zwischen Hitler und Mussolini wurde die Grenze am Brennerpass besiegelt, wobei mit der Option in Südtirol eine Umsiedlung der deutschsprachigen Südtiroler geplant war, die jedoch wegen des Krieges nur partiell durchgeführt wurde.
Auch nach dem Zweiten Weltkrieg blieb die Teilung Tirols bestehen – die Grenzziehung des Friedensvertrages von St-Germain existiert bis heute.

### Autonomie und europäische Integration
Obwohl auch weitere Versuche nach dem Zweiten Weltkrieg, zumindest den Gebietsteil mit deutschsprachiger Bevölkerung wieder an das österreichische Tirol anzugliedern, scheiterten, konnte basierend auf dem Gruber-Degasperi-Abkommen 1948 und 1972 (1. und 2. Autonomiestatut) eine Autonomie für Südtirol und gleichzeitig das Trentino erreicht werden. Die nun „autonomen Provinzen“ haben umfassende Kompetenzen erhalten, in Südtirol ist die Zwei- bzw. Dreisprachigkeit (Deutsch, Italienisch und Ladinisch) gesetzlich verankert.
Im Zuge der europäischen Integration erlangten das österreichische Bundesland Tirol und die italienische autonome Provinz Südtirol wieder eine gewisse Zusammengehörigkeit. Durch den Beitritt Österreichs und Italiens zum Schengen-Raum verschwanden alle Grenzkontrollposten zwischen den Ländern, und durch die Einführung der Gemeinschaftswährung Euro wuchs die Region auch wirtschaftlich enger zusammen. 1998 wurde darüber hinaus die Europaregion Tirol–Südtirol–Trentino gegründet, in der die Landeshauptmänner des Bundeslandes Tirol, der Autonomen Provinz Bozen – Südtirol und der Autonomen Provinz Trient in regelmäßigen Abständen einem gesamttirolerischen Landtag vorstehen. Die Arbeit der Europaregion stärkt seither die gemeinsame kulturelle Identität der Region und fördert die wirtschaftliche und politische Zusammenarbeit innerhalb dieser.
Das ladinischsprachige Gebiet um Cortina d’Ampezzo (ladinisch Anpezo, deutsch Hayden oder Haiden) gehörte ursprünglich ebenfalls zum Kronland Tirol, wurde 1923 von den italienischen Faschisten jedoch der Provinz Belluno angeschlossen. Derzeit gibt es Bestrebungen, die Gemeinden Cortina d’Ampezzo, Livinallongo del Col di Lana (ladinisch Fodom, deutsch Buchenstein) und Colle Santa Lucia (ladinisch Col, deutsch Verseil) an Südtirol anzugliedern. Am 28. Oktober 2007 ergab eine Volksbefragung hierzu eine deutliche Mehrheit für die Wiederangliederung.
Auch die Gemeinde Pedemonte war Bestandteil des altösterreichischen Kronlandes. Sie wurde 1929 der Provinz Vicenza zugeschlagen. Valvestino und Magasa wurden 1934 von der Provinz Trient getrennt und Brescia angegliedert. Im Jahr 2008 fanden in den drei Gemeinden Referenden statt, die ein klares Votum für die Wiederherstellung der historischen Landesgrenzen brachten.
Letztendlich wird das italienische Parlament über diese Neugliederungen entscheiden.
Zur detaillierten Geschichte nach 1919 siehe Bundesland Tirol, Geschichte Osttirols und Geschichte Südtirols.

## Wirtschaft

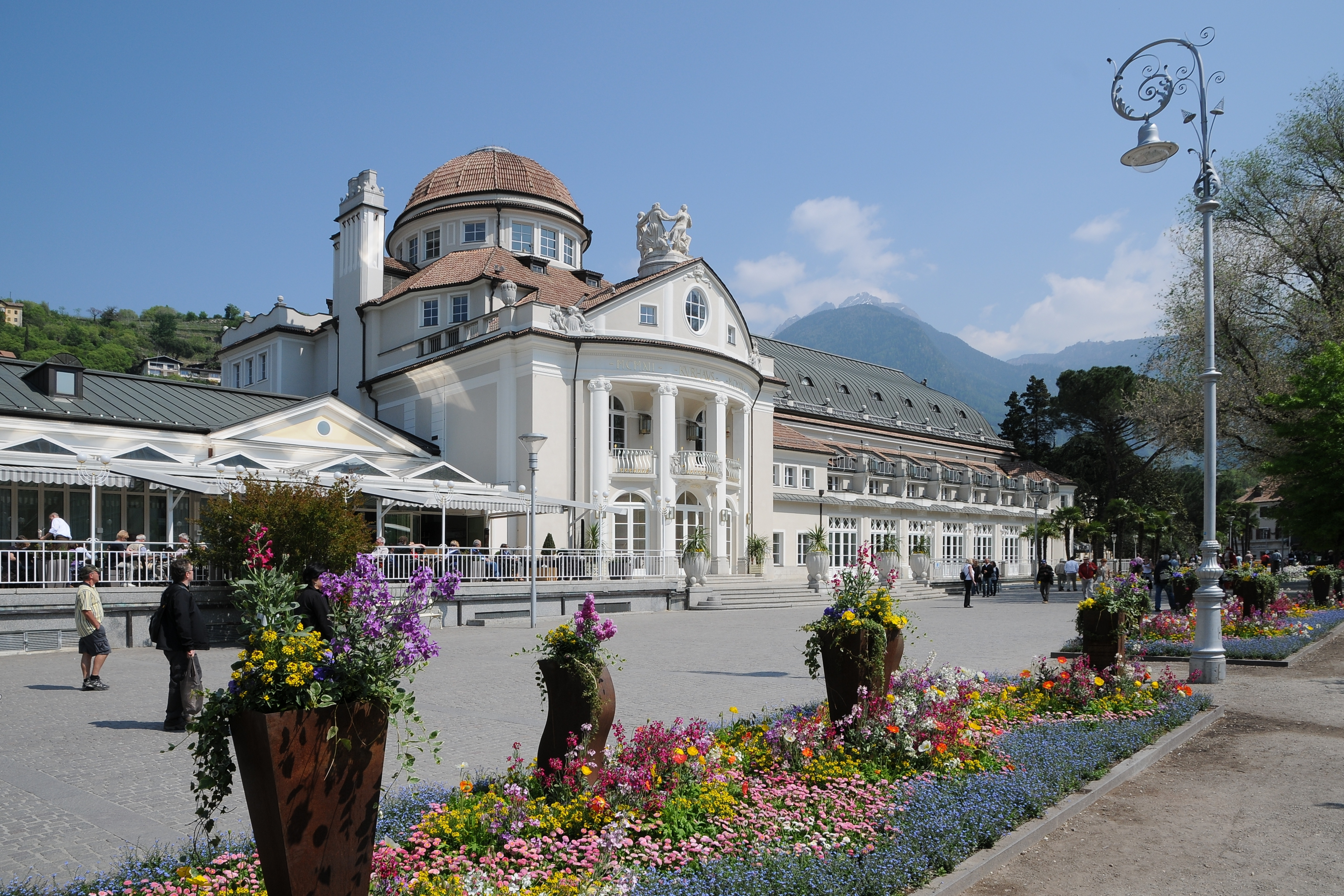
Eine bekannte Stadt im Tourismussektor: Meran mit dem Kurhaus

Der Tourismus stellt einen wichtigen Wirtschaftszweig dar. Allein der österreichische Teil von Tirol verzeichnete im Jahr 2014 mehr Gästenächtigungen (44,3 Millionen) als ganz Griechenland.
Die gesamte Tiroler Region verfügt aber auch über moderne Industrieansiedlungen, die sich vor allem durch Swarovski, GE Jenbacher, Tyrolit, Adler Lacke, die Plansee Group, die Felder-Gruppe und Novartis/Sandoz (in Kundl und Schaftenau) in Nordtirol, sowie durch Seilbahnbauer Leitner AG, die Bergsportgruppe Salewa und die Südtiroler Speckerzeuger einen Namen gemacht hat. Südtirol und Welschtirol sind zudem für ihre sonnenverwöhnte Tal- und Gebirgslandschaft, ihren Wein und für ihren Obstanbau bekannt.
Tirol in seiner Gesamtheit ist allgemein ein sehr wohlhabendes Land. Südtirol ist das reichste Gebiet; es konnte 2004 ein Pro-Kopf Einkommen von 31.158 Euro vorweisen mit einer Kaufkraft, die 40 Prozent über dem EU-27-Schnitt liegt. Es folgen das Bundesland Tirol mit 29.461 Euro und das Trentino mit 28.212 Euro, was immer noch ein Einkommen ausmacht, das beinahe 27 Prozent über EU-Schnitt liegt.

## Kultur
Die Staatsgrenze, die Tirol durchzieht, ist weder eine Sprach- noch eine Kulturgrenze. Unterschiede in den Kulturen Tirols sind wenig festzustellen. Die Salurner Klause gilt heute als Sprachgrenze, wenn sie auch nicht gänzlich als solche bezeichnet werden kann, da es seit jeher Deutschsprachige in Trentino sowie seit langer Zeit Italiener im südlichen Südtirol und Ladiner in beiden Landesteilen gab. Varianten der rätoromanischen Sprache finden sich heute neben den Tälern der Dolomiten (ladinische Sprache) auch im Nonstal. Bis ins 17. und 18. Jahrhundert wurde das Bündnerromanische auch im Südtiroler Vinschgau sowie im Nordtiroler oberen Gericht gesprochen.
Die traditionelle Kultur des Trentino verbindet Tiroler Traditionen mit Elementen der italienischen Nachbarn in Venetien und in der Lombardei. So wird in allen Landesteilen das Tiroler Musik- und Schützenwesen (Tiroler Schützen) gepflegt. Viele Gemeinsamkeiten zwischen den verschiedenen Sprachgruppen im Süd- und Welschtiroler (Trentiner) Raum haben sich auch bei traditionellen Trachten, Speisen, Festen, weltlichen und religiösen Bräuchen erhalten. Literatur zu Tirol wird als Tirolensien bezeichnet.

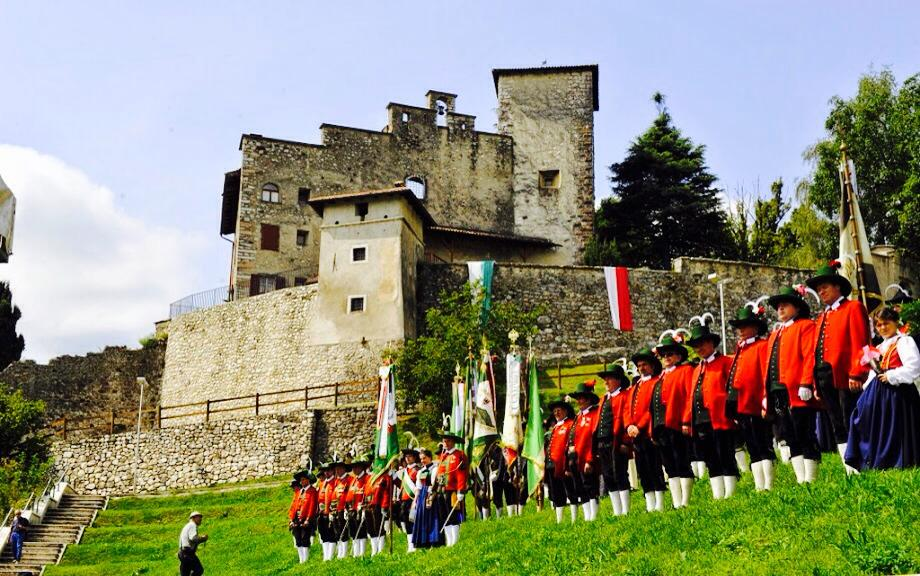
Tiroler Schützen im Trentino vor Schloss Castellano
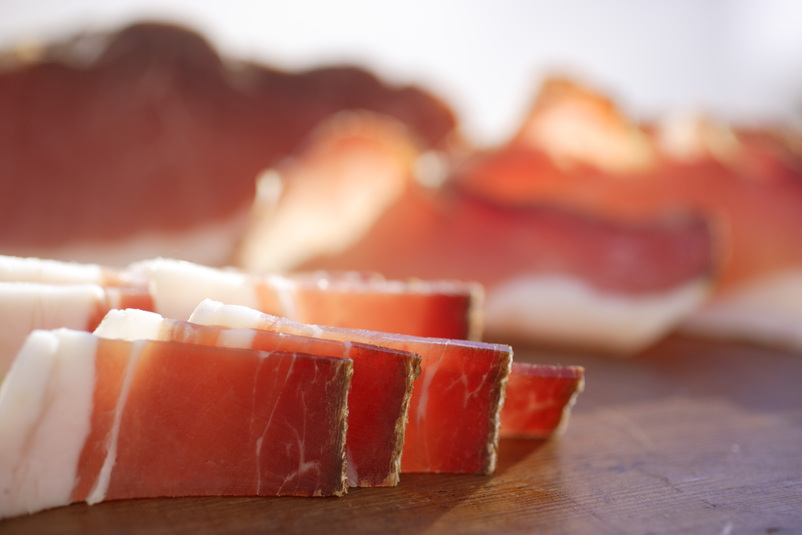
Tiroler Speck
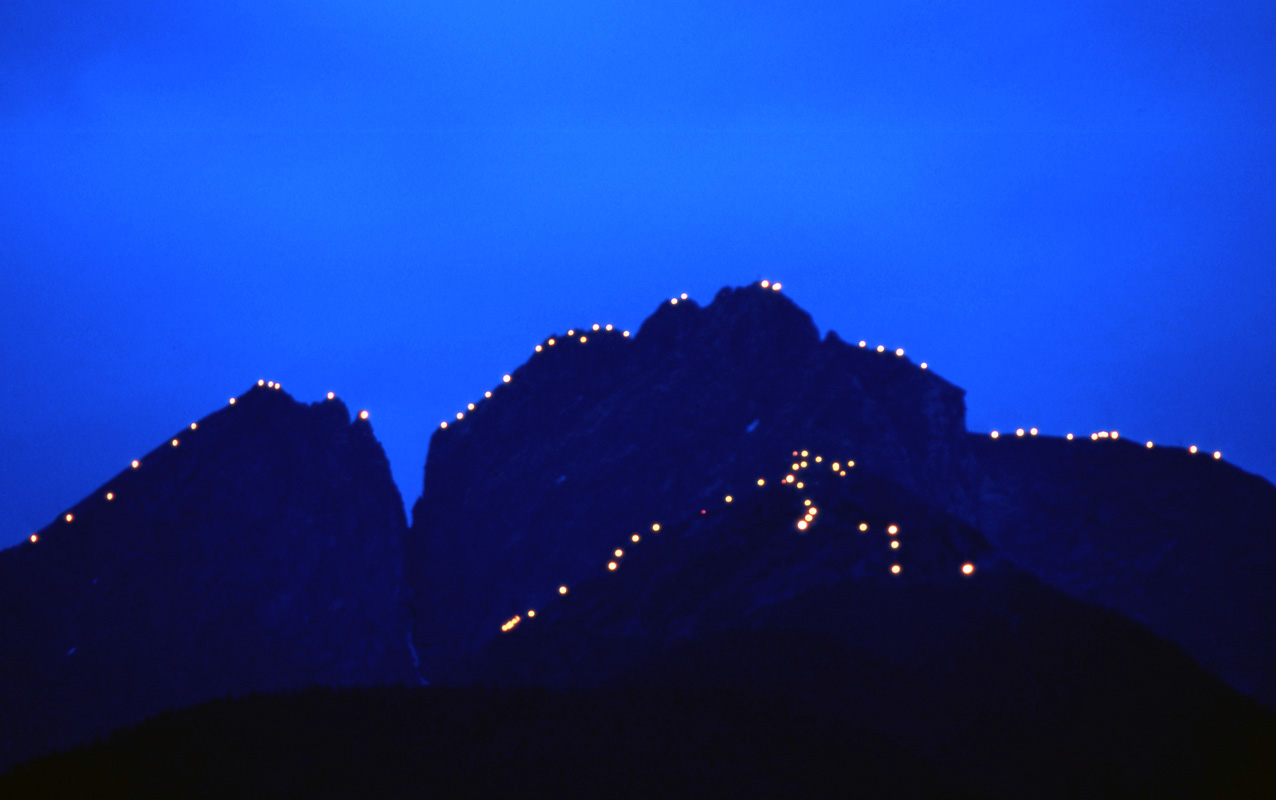
Herz-Jesu-Feuer

## Universitäten und Forschungseinrichtungen

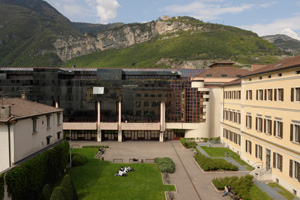
Wirtschaftsfakultät der Universität Trient

### Universitäten
- Universität Innsbruck (gegründet 1669)
- Universität Trient (gegründet 1962)
- Freie Universität Bozen (gegründet 1997)
- UMIT TIROL - Private Universität für Gesundheitswissenschaften und -technologie (UMIT) (gegründet 2001)
- Medizinische Universität Innsbruck (2004 von der Universität Innsbruck getrennt)

### Hochschulen
- Philosophisch-Theologische Hochschule Brixen
- Konservatorium „Claudio Monteverdi“ Bozen
- Claudiana – Universitäres Ausbildungszentrum für Gesundheitsberufe
- Tiroler Landeskonservatorium
- FH Kufstein
- FH Gesundheit Tirol (FHG)
- Management Center Innsbruck (MCI)
- Pädagogische Hochschule Tirol (PHT)
- Kirchliche Pädagogische Hochschule – Edith Stein (KPH)

### Unabhängige Forschungseinrichtungen
- Institut für Interdisziplinäre Gebirgsforschung (IGF), Österreichische Akademie der Wissenschaften, Innsbruck
- Europäische Akademie Bozen (Eurac Research)
- Fondazione Bruno Kessler (FBK, ehem. Istituto Trentino di Cultura)
- Agrarinstitut San Michele all’Adige (Fondazione Edmund Mach), San Michele all’Adige
- Versuchszentrum Laimburg, Pfatten-Bozen
- NOI Techpark Südtirol/Alto Adige, Bozen

## Persönlichkeiten (Auswahl)

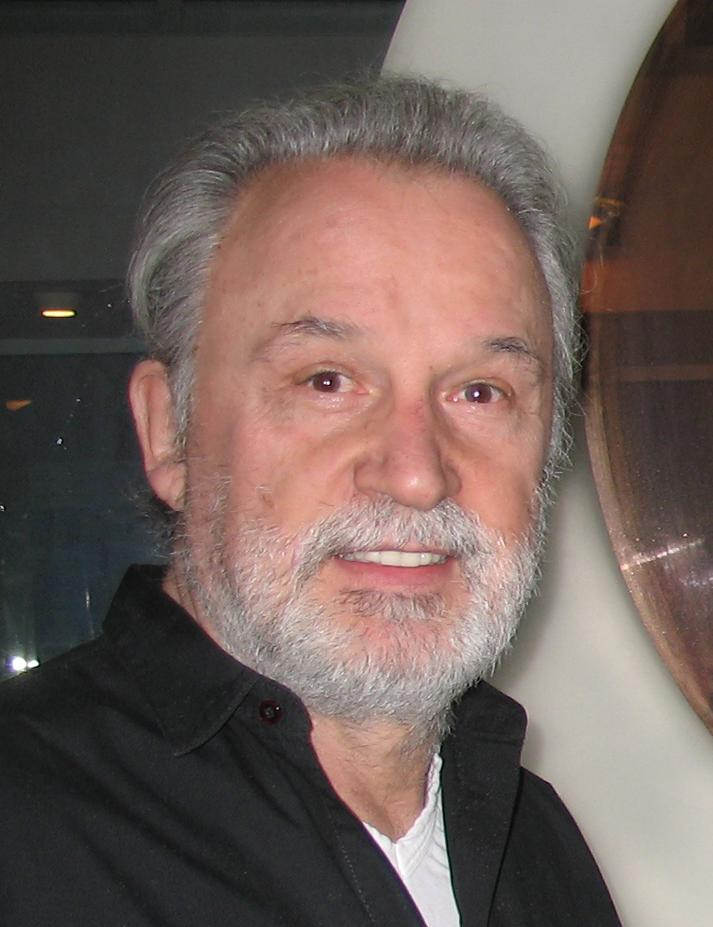
Giorgio Moroder

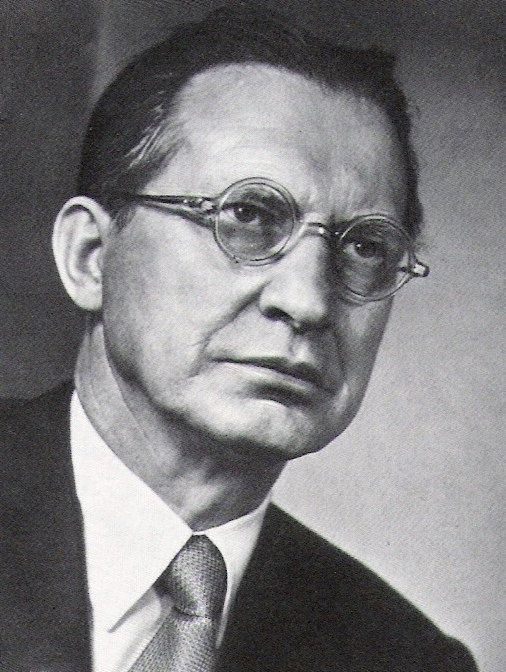
Alcide De Gasperi

- Peter Anich (1723–1766), Pionier der Hochgebirgskartografie
- Max Bair (1917–2000), Spanienkämpfer, KPÖ-Landessekretär in Tirol
- Cesare Battisti (1875–1916), Trentiner Sozialist und Irredentist
- Franz Baumann (1892–1974), Architekt
- Konrad Beikircher (* 1945), Kabarettist und Musiker
- Christian Berger (* 1945), Regisseur und Kameramann
- Johann Bertolini (1859–1931), Baupionier
- Maurizio Bonato (* 1953), Künstler
- Hermann Buhl (1924–1957), Bergsteiger
- Ernst Caramelle (* 1952), bildender Künstler
- Gert Chesi (* 1940), Journalist, Fotograf, Filmemacher, Gründer vom Museum der Völker
- Fortunato Depero (1892–1960), Künstler
- Bruno Detassis (1910–2008), Bergsteiger
- Albin Egger-Lienz (1868–1926), Maler
- Anna Exl (1882–1969), Schauspielerin, Begründerin der Exl-Bühne
- Ferdinand Exl (1875–1942), Schauspieler, Begründer der Exl-Bühne
- Alcide de Gasperi (1881–1954), Staatsmann und Politiker
- Jakob Philipp Fallmerayer (1790–1861), Orientalist und Publizist
- Bruno de Finetti (1906–1985), Mathematiker
- Paul Flora (1922–2009), Grafiker
- Josef Freinademetz (1852–1908), Missionar, Heiliger der Katholischen Kirche
- Michael Gaismair (1490–1532), Anführer der Bauernunruhen
- Matthias Gallas (1588–1647), Generalleutnant und Feldzeugmeister
- Heinz Gappmayr (1925–2010), bildender Künstler
- Claus Gatterer (1924–1984), Südtiroler Historiker und ORF-Journalist
- Hortense von Gelmini (* 1947), Südtiroler Malerin, Musikerin und Schriftstellerin
- Martin Gostner (* 1957), bildender Künstler
- Werner Grissmann (* 1952), Skifahrer, Erfinder Dolomitenmann
- Gumpp, Familie von Barockarchitekten
- Ernst Hinterseer (* 1932), Skifahrer, 1960 Olympiasieger im Slalom
- Hansi Hinterseer (* 1954), Skifahrer, Schlagersänger
- Andreas Hofer (1767–1810), Freiheitskämpfer
- Clemens Holzmeister (1886–1983), Architekt
- Theo von Hörmann (1914–1994), Filmproduzent, Regisseur, Kameramann
- Hans Kammerlander (* 1956), Bergsteiger
- Max Kammerlander (1906–1996), Schriftsteller
- Norbert C. Kaser (1947–1978), Schriftsteller
- Bruno Kessler (1924–1991), Politiker
- Eusebio Francisco Kino (1645–1711), Missionar und Kartograph
- Rainer Köberl (* 1956), Architekt
- Joseph Anton Koch (1768–1839), Maler
- Peter Kogler (* 1959), bildender Künstler
- Alexander Langer (1946–1995), Südtiroler Oppositionspolitiker und Europaparlamentarier
- Katharina Lanz (1771–1854), Freiheitskämpferin
- Markus Lanz (* 1969), TV-Moderator
- Chiara Lubich (1920–2008), Gründerin der ökumenischen Fokolar-Bewegung
- Silvius Magnago (1914–2010), langjähriger Landeshauptmann in Südtirol
- Karl Anton von Martini (1726–1800), Jurist und Rechtsphilosoph
- Sepp Mayerl (1937–2012), Bergsteiger
- Reinhold Messner (* 1944), Bergsteiger
- Josef von Miller zu Aichholz (1797–1871), Industrieller
- Felix Mitterer (* 1948), Dramatiker
- Peter Mitterhofer (1822–1893), Erfinder der Schreibmaschine
- Tobias Moretti (* 1959), Schauspieler, Regisseur, Intendant
- Giorgio Moroder (* 1940), Südtiroler Komponist von Filmmusik
- Francesco Moser (* 1951), Radrennfahrer
- Alois Negrelli (1799–1858), Ingenieur und Pionier des Verkehrsbaus
- Giuseppina Negrelli (1790–1842), Freiheitskämpferin
- Michael Nothdurfter (1961–1990), Südtiroler Missionar und Guerillero in Bolivien
- Oswald Oberhuber (1931–2020), Bildhauer, Maler und Grafiker
- Johann Georg Obrist (1843–1901), Dichter
- Michael Pacher (um 1435–1498), spätmittelalterlicher Maler und Bildhauer
- Walter Pichler (1936–2012), Bildhauer, Maler und Grafiker
- Jos Pirkner (* 1927), Bildhauer
- Franz Pitschmann (* 1954), Ringer
- Markus Prachensky (1932–2011), Maler
- Jakob Prandtauer (1660–1726), Architekt
- Fritz Prior (1921–1996), Chemiker, Professor, LH-Stellvertreter
- Vijo Pupp (1900–1969), ladinischer Politiker
- Franz Raffl (1775–1830), Landwirt
- Reimmichl (1867–1953), Volksdichter
- Walter Riml (1905–1994), Schauspieler, Standfotograf, Kameramann
- Florian Ringler (1856–1934), Kupferschmied und Zithervirtuose
- Toni Sailer (1935–2009), Skifahrer, Schauspieler
- Eva Schlegel (* 1960), bildende Künstlerin
- Gregor Schlierenzauer (* 1990), Skispringer
- Dietmar Schönherr (1926–2014), Schauspieler, Autor, Moderator
- Marta Schreieck, Architektin
- Karl-Heinz Schroth (1902–1989), Schauspieler
- Kurt Schuschnigg (1897–1977), diktatorisch regierender Bundeskanzler
- Giovanni Antonio Scopoli (1723–1788), Arzt und Naturforscher
- Giovanni Segantini (1858–1899), Maler
- Ettore Sottsass (1917–2007), Architekt
- Pepi Stiegler (* 1937), Olympiasieger Slalom 1964
- Sepp Tanzer (1907–1983), Komponist und Kapellmeister
- Matteo Thun (* 1952), Architekt
- Luis Trenker (1892–1990), Bergsteiger, Filmproduzent
- Paul Troger (1698–1762), Maler
- Gregor Türing, Bildhauer und Architekt, Erbauer des Goldenen Dachl
- Max Valier (1895–1930), Pionier der Raketentechnik
- Alfons Walde (1891–1958), Maler und Grafiker
- Martin Walde (* 1957), bildender Künstler
- Max Weiler (1910–2001), Maler
- Lois Weinberger (1947–2020), bildender Künstler
- Lois Welzenbacher (1889–1955), Architekt
- Luis Zagler (* 1954), Dramatiker
- Elisabeth Zanon (* 1955), Erste Frau in der Tiroler Landesregierung und Landeshauptmann-Stellvertreterin
- Alois Zotz (1814–1893), amerikanischer Zeitungspionier

## Politische Parteien (Auswahl)
- Christliche Partei Österreichs
- Die Freiheitlichen Südtirol
- Die Grünen – Die Grüne Alternative Tirol
- FPÖ Tirol
- KPÖ Tirol
- Liste Fritz Dinkhauser
- MoVimento 5 Stelle in Südtirol und im Trentino
- NEOS Tirol
- Partito Autonomista Trentino Tirolese
- Partito Democratico in Südtirol und im Trentino
- Piraten Partei Tirol
- Popolo della Libertà in Südtirol und im Trentino
- Rettet Österreich
- SPÖ Tirol
- Süd-Tiroler Freiheit
- Südtiroler Volkspartei
- Tiroler Volkspartei (Tiroler Landesverband der ÖVP)
- Unione per il Trentino
- Verdi Grüne Vërc, Südtiroler Partei